# Église Saint-Dominique de Palerme
L'église Saint-Dominique (en italien : Chiesa di San Domenico ou simplement San Domenico) est une église située à Palerme, en Sicile. Située sur la Piazza San Domenico, dans le quartier de La Loggia, dans le centre historique de la ville, l'église accueille les sépultures de nombreuses personnalités de l'histoire et de la culture siciliennes. Pour cette raison elle est connue sous le nom de « Panthéon des illustres Siciliens ».

## Histoire
L'origine de l'édifice remonte au Moyen Âge. Une première église dominicaine a été construite sur ce site entre 1280 et 1285. L'église était de style normand - gothique. Elle était également dotée d'un couvent et d'un cloître, une reproduction du cloître bénédictin de Monreale. Le fils de Jacques Ier de Chypre, Odo, fut enterré dans cette église, en 1420 (ou 1421).
Au début du XVe siècle, l'église médiévale est devenue trop petite pour les besoins d'une communauté croissante de croyants. Pour cette raison, les frères demandent une aide financière au pape Martin V et aux familles les plus riches de Palerme. La nouvelle église est construite dans un style Renaissance. Cependant, au fil du temps, cet édifice devient trop petit pour les besoins liturgiques des frères et des croyants. Par conséquent, en 1630, les dominicains de Palerme chargent l'architecte Andrea Cirrincione de construire une nouvelle église. Dix ans plus tard, le 2 février 1640, se déroule la cérémonie d'inauguration des travaux. La façade baroque a été achevée en 1726, tandis que le clocher de gauche date de 1770.
Pendant la révolution sicilienne de 1848, le Parlement sicilien est réuni dans cette église par Ruggero Settimo. En 1853, l'église est devenue le panthéon d'illustres Siciliens.

## Couvent
Le couvent, fondé en 1300, est situé au nord de l'église et est accessible depuis le bas-côté nord de cette dernière. Le cloître, fondé par la famille Chiaramonte, possède des colonnes, des arches et des œuvres du début du XIIIe siècle. Les murs présentent des peintures représentant des saints dominicains, des scènes de l’Apocalypse, du Jugement dernier et des œuvres de Niccolò Spalletta. L'intérieur abrite un réfectoire et une grande bibliothèque.

## Images

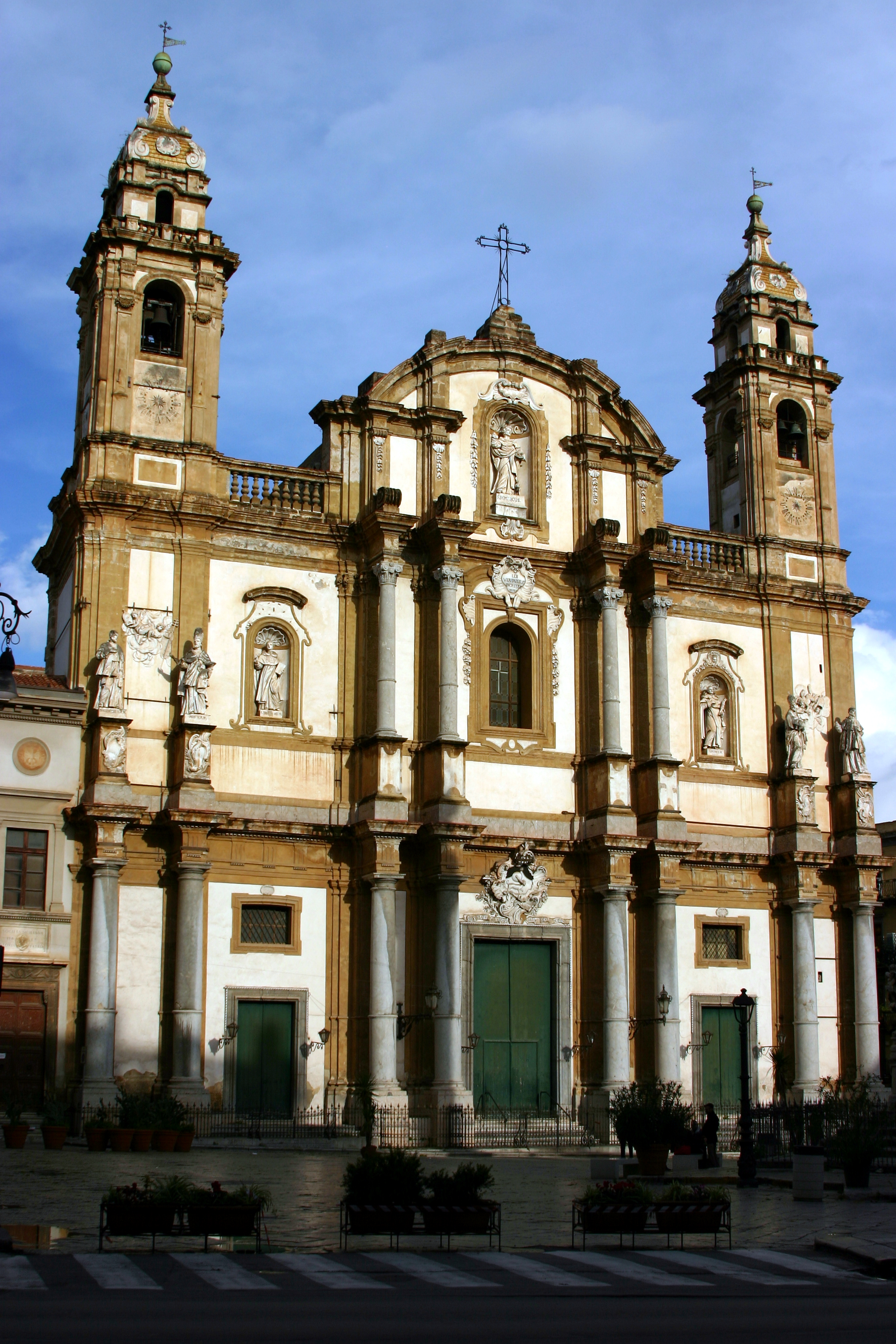
Façade.
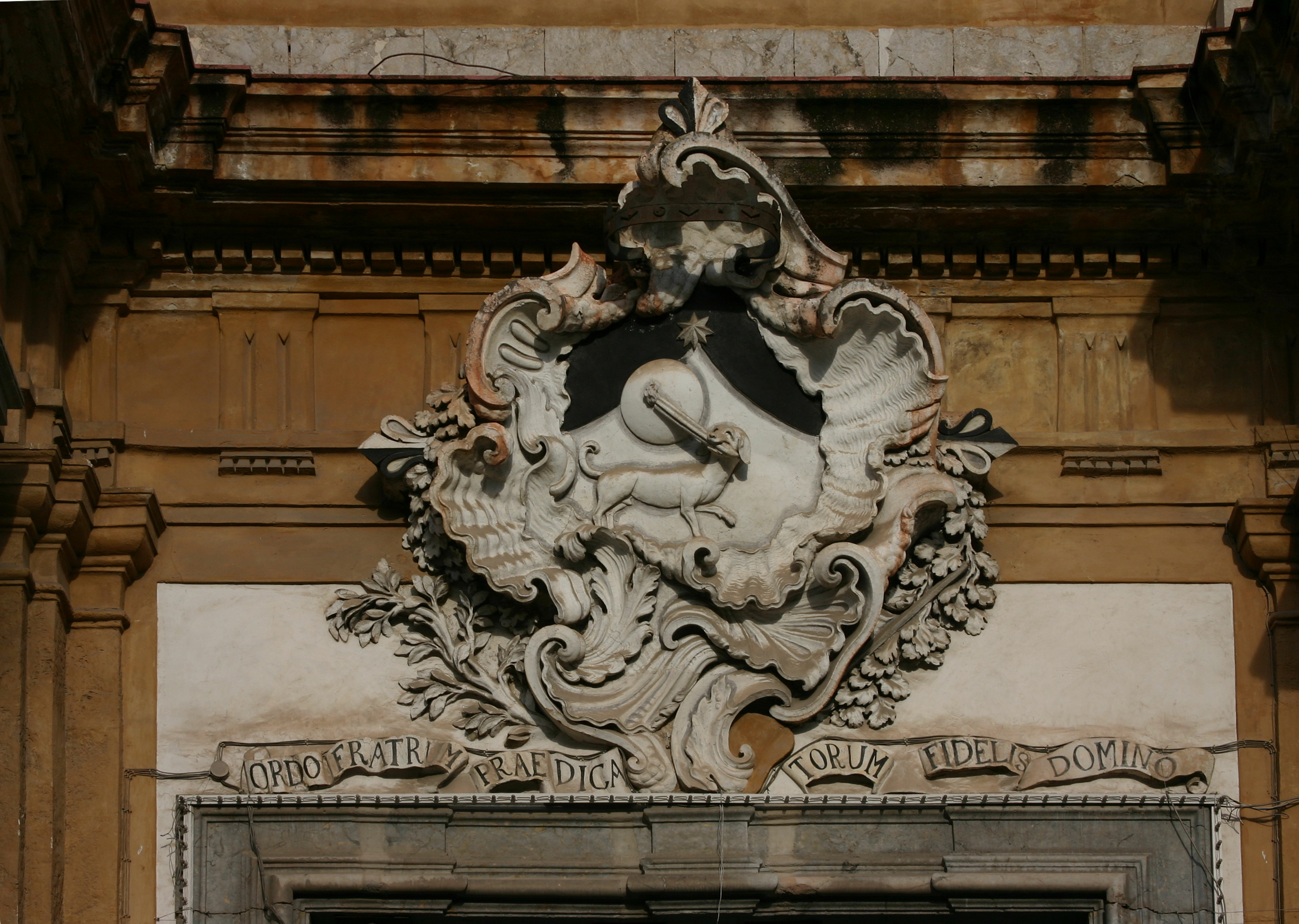
Symbole de l'ordre dominicain .
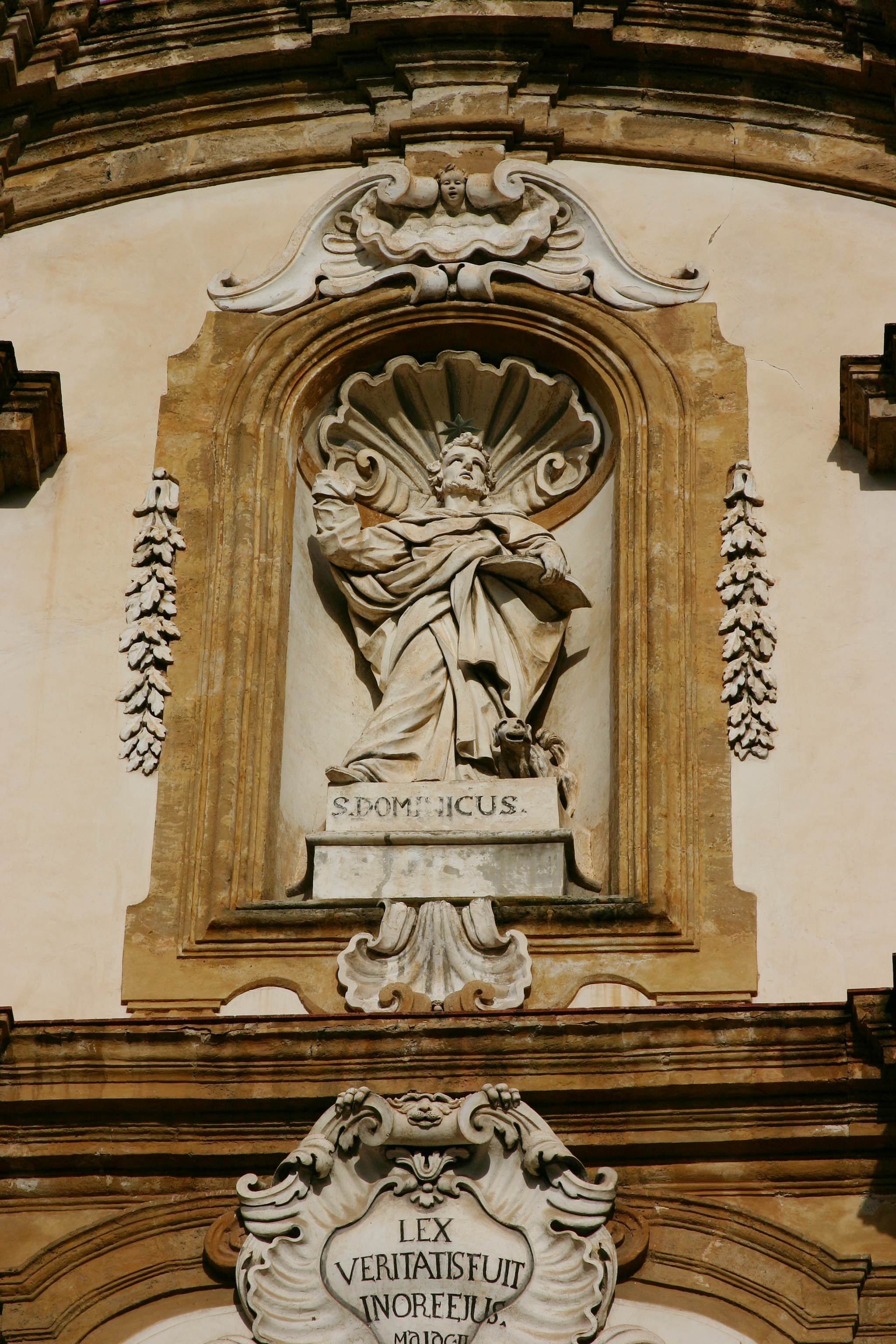
Statue de saint dominique.
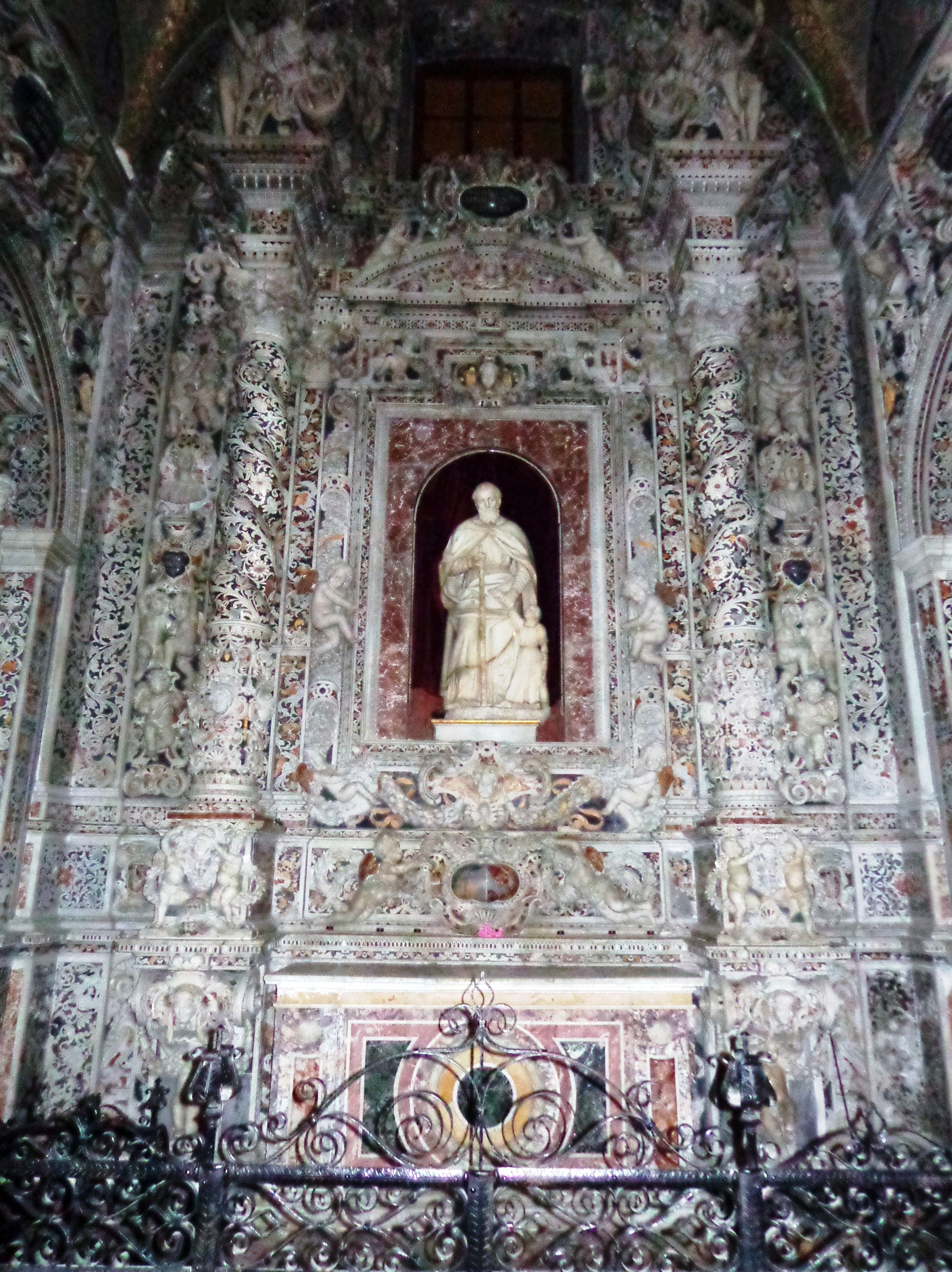
Chapelle Saint Joseph .
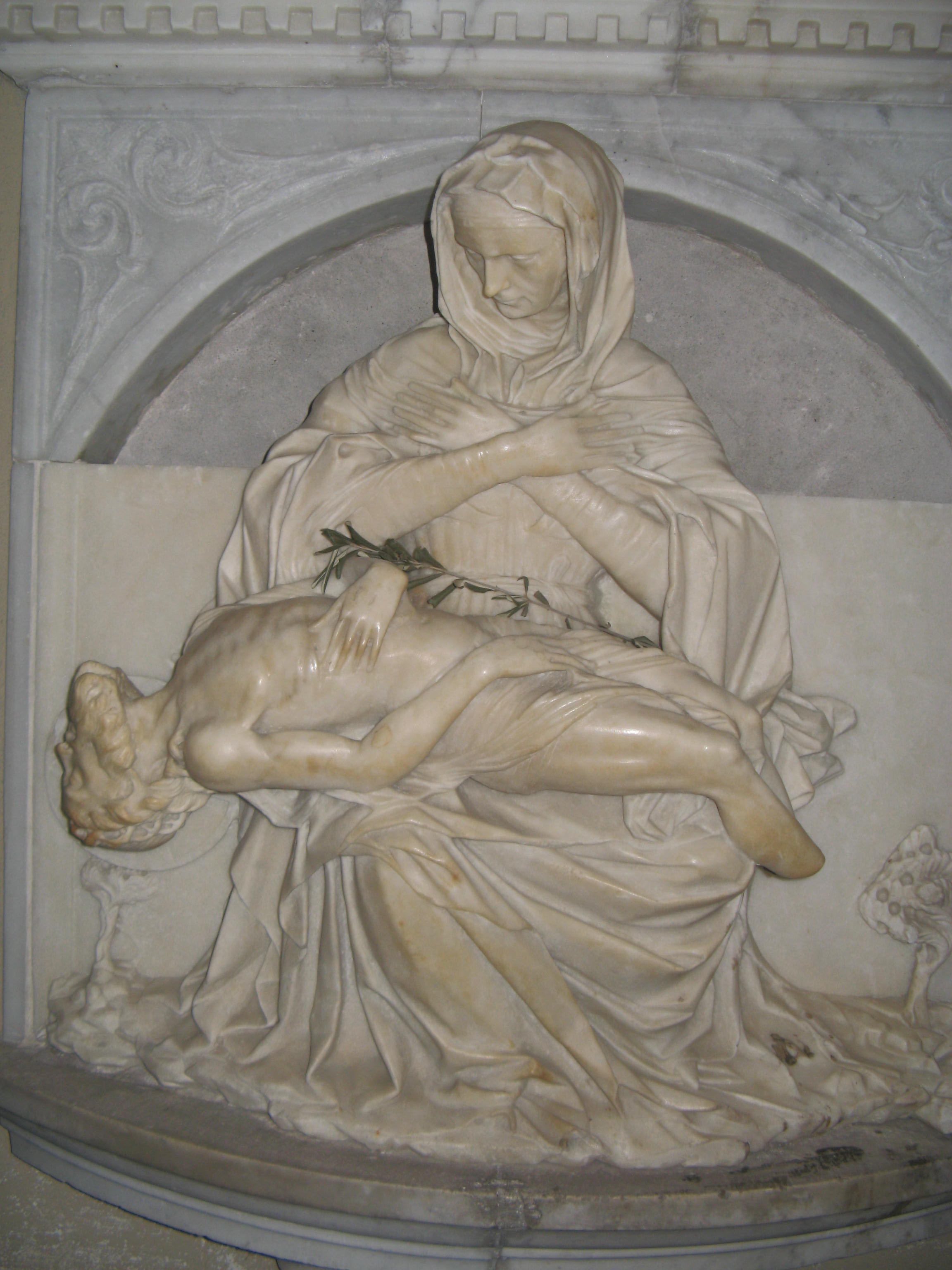
Pietà de Domenico Gagini .

## Inhumations
- 1421 : Eudes de Lusignan, fils du roi Jacques Ier de Chypre
- XVIe siècle : Gian Filippo Ingrassia
- ? : Mariano Valguarnera
- XVIIe siècle : Don Blascus Isfar et Corilles
- XVIIe siècle : Troiano Parisi
- XVIIe siècle-XXe siècle : Famille Sperlinga-Mallorca-Francavilla-Mortillaro
- 1655 : Giovanni dei Pesci e Castaldo
- 1655 : Caterina Perdicaro e Notarbartolo
- 1655 : Paolo Ansaloni
- 1691 : Giovanni Ramondetta
- après 1822 : Michelangelo Monti
- après 1828 : Salvatore Morso

- après 1748 : Biagio De Spuches
- 1802 : Francesco Maria Emanuele Gaetani
- après 1837 : Maria Felice Di Napoli Naselli
- après 1837 : Domenico Scinà
- 1840 : Francesco Nascè
- 1841 : Giuliano Majali
- 1845 : Pietro Novelli
- 1848 : Giovanni Denti
- 1848 : Annetta Turrisi Colonna
- 1848 : Giuseppina Turrisi Colonna
- après 1849 : Giovanni Salemi
- 1850 : Lauretta Li Greci
- 1853 : Giovanni Meli
- après 1854 : Francesco Barucco
- 1859 : Pietro Notarbartolo
- après 1859 : Giuseppe Crispi
- 1861 : Gioacchino Ventura
- 1861 : Narciso Cozzo
- 1861 : Emanuele Bellia
- 1861 : Antonio Mongitore
- 1861 : Valerio Villareale
- 1861 : Michele Pandolfini
- 1861 : Giuseppe Patania
- 1862 : Francesco Maccagnone
- 1862 : Nicola Cirino
- 1862 : Salvatore et Pasquale De Benedetto
- 1862 : Vincenzo Riolo
- 1862 : Giovanni Patricolo
- 1862 : Giuseppe Velasco
- 1864 : Domenico Lo Faso Pietrasanta
- 1865 : Ruggero Settimo
- après 1865 : Carlo Napoleone Giachery
- 1866 : Antonino Barcellona
- 1868 : Giovanni Gorgone
- 1868 Giuseppe Venanzio Marvuglia et son fils Alessandro Emanuele Marvuglia
- post 1867 : Pasquale Calvi
- 1870 : Raffaele De Benedetto
- 1870 : Gaetano Scovazzo
- 1870 : Gabriele Lancellotti
- 1870 : Emerico Amari
- 1872 : Rosario Gregorio
- 1875 : Agostino Gallo
- 1875 : Domenico et Michele Scavo
- 1877 : Salvatore Vigo
- 1878 : Rosolino Pilo
- 1883 : Isidoro La Lumia
- après 1889 : Michele Amari
- 1892 : Giuseppe De Spuches
- 1895 : Alessio Narbone
- 1897 : Pietro Pisani
- 1900 : Vincenzo Errante
- 1902 : Luigi Di Maggio
- 1903 : Rocco Pirri
- 1903 : Gaetano Daita
- 1904 : Francesco Paolo Perez
- 1905 : Francesco Crispi
- 1906 : Vincenzo Di Giovanni
- 1906 : Francesco Ferrara
- 1907 : Gabriele Buccola
- après 1910 : Errico Petrella
- 1912 : Giacinto Carini
- 1912 : Vito La Mantia
- après 1916 : Gioacchino Di Marzo
- après 1918 : Antonino Cascino
- 1923 : Giuseppe Pitrè
- 1926 : Stanislao Cannizzaro et sa femme Harriet Cannizzaro Withers
- 1930 : Eugenio Di Maria
- 1932 : Giacomo Serpotta
- 1934 : Lajos Tüköry
- 1938 : Camillo Finocchiaro Aprile
- 1949 : Giacomo Schirò
- 1949 : Benedetto Civiletti
- 1963 : Giovanni Corrao
- 2015 : Giovanni Falcone
- 2015 : Victimes de l'attentat de Capaci
- 2015 : Victimes de l'attentat de la via D'Amelio